# 施宜生
施宜生（？—1160年，一說1090年-1163年）原名逵，字必達；後改名宜生，字明望，號三住老人。宋金時福建邵武（一說浦城）人。因罪脫離南宋，在金任官，海陵王完顏亮攻宋前曾經出使南宋，正史記載其因向南宋洩露金軍情報而被處死。

## 正史記載
施宜生少年時考取乡贡入太學，北宋政和四年（1114年）為監生，任潁州教授。靖康之变時參加家鄉附近的范汝為農民軍，得到范汝為重用。范汝為兵敗身死後，施宜生逃到泰州吳姓大戶家裡當了三年僕人。後受主人資助到一處佛寺避難一段時間，又殺人奪取其通行證北上前往刘齐。期間他為劉齊出主意攻打南宋，被齊任用為大總管府議事官。因在劉豫子劉麟手下不得志，被貶為彰信軍節度判官。金國取消劉齊政權後，宜生最初被關在黄龙府，逢赦免後再任教授，在金國給南方投奔士人準備的考試中連連高中。此時海陵王完顏亮有意南下，某次打獵時一天便獲36頭熊，便以此為題目試文章。施宜生作《一日獲熊三十六賦》獲第一名，被提拔為太常博士。幾年內又為殿中侍御史，轉尚書吏部員外郎，為本部郎中。不久改禮部，出任隰州刺史。金天德二年（1150年），得到參知政事張浩推薦，重新被完顏亮召為翰林直學士，撰《太師梁王宗弼墓銘》，進官兩階。正隆元年，出任深州知州，召為尚書禮部侍郎，遷翰林院侍講學士。
宋紹興三十年（金正隆五年，1160年）正月，完顏亮以賀正旦為名，派施宜生、完顏翼等出使南宋，并在使團中安置畫工繪製南宋山河圖。施宜生本不願去，但推脫不得。南宋派張燾接待，張燾趁機用「狐死首丘」、「桑梓」等話題打動施宜生。施宜生見旁人不在，悄悄說：「今日北風甚勁(暗指金軍有南征準備)。」又取筆敲打道：「筆(彼)來，筆(彼)來。」南宋感到警覺，開始備戰。施宜生等回國後，完顏翼將施宜生洩露情報之事報告給完顏亮，完顏亮下令將施宜生施以烹刑處死。

### 軼事
施宜生少年時遇一僧人算命，預測其骨骼和倒立的汗毛是富貴之相，於是施宜生投奔范汝為。范汝為失敗後施宜生躲在吳家當僕人，最終被主人看出本非僕人，最後輾轉來到金國出仕，應了當年的僧人之言。

## 對正史的質疑
元朝人苏天爵於至正三年（1343年）去信當時正編纂《金史》的欧阳玄，認為依據《金世宗實錄》和蔡珪纂《宜生行狀》，施宜生應自然死亡於金大定三年（1163年）；記載施宜生被完顏亮烹殺的《桯史》等流於小說傳聞，連其向南宋洩露情報的說法都難以採信。而最後《金史》仍未採用蘇天爵的主張。後人也評論金史於此僅僅依靠《金實錄》而忽略了參考其它書籍。至於施宜生洩露情報的記載，則出現於同時的宋人記載。

## 個人作品
《中州集》存施宜生詩四首，同時記載他在颍州時跟隨趙德麟遊歷，頗受蘇軾風格影響。

## 相關作品
福建京劇院創作有以施宜生出使南宋為題材的京劇《北風緊》。其中描寫施宜生漂泊金國，為金國大將軍之女完顏標艷（虛構）所救并與其成家。後來施宜生出使南宋時陷入故國和知遇的兩難，最終仍洩密，回國為金主判斬。此時金軍戰敗，逃回的金將帶回宋朝議和的消息。該劇目曾獲2008年第五屆中國京劇藝術節一等獎、2009年中國最高學術獎中國戲曲學會獎、中宣部第十一屆「五個一工程優秀劇目獎」、「文化大獎特別獎」，並入選國家舞台藝術精品工程資助劇目。

## 延伸阅读
[在维基数据编辑]
 《金史·卷79》，出自脱脱《遼史》